# CFR Arad
Clubul Sportiv CFR Arad, cunoscut sub numele de CFR Arad, a fost un club românesc de fotbal, cu sediul în Arad. Fondat în 1921, clubul a trecut, de-a lungul timpului, prin mai multe fuziuni și schimbări de denumire. În 1922, s-a unit cu Gloria Arad, formând Gloria CFR Arad, echipă care a obținut performanțe notabile, inclusiv calificarea în finala ediției 1929–30 al Campionatul Național de Fotbal. Totuși, în 1934, cele două cluburi s-au separat și au continuat să evolueze independent.
După despărțire, CFR Arad a evoluat în mare parte în eșaloanele al doilea și al treilea ale fotbalului românesc, reușind să ajungă în sferturile de finală ale Cupei României în sezoanele 1940–41 și 1950.

## Istoric

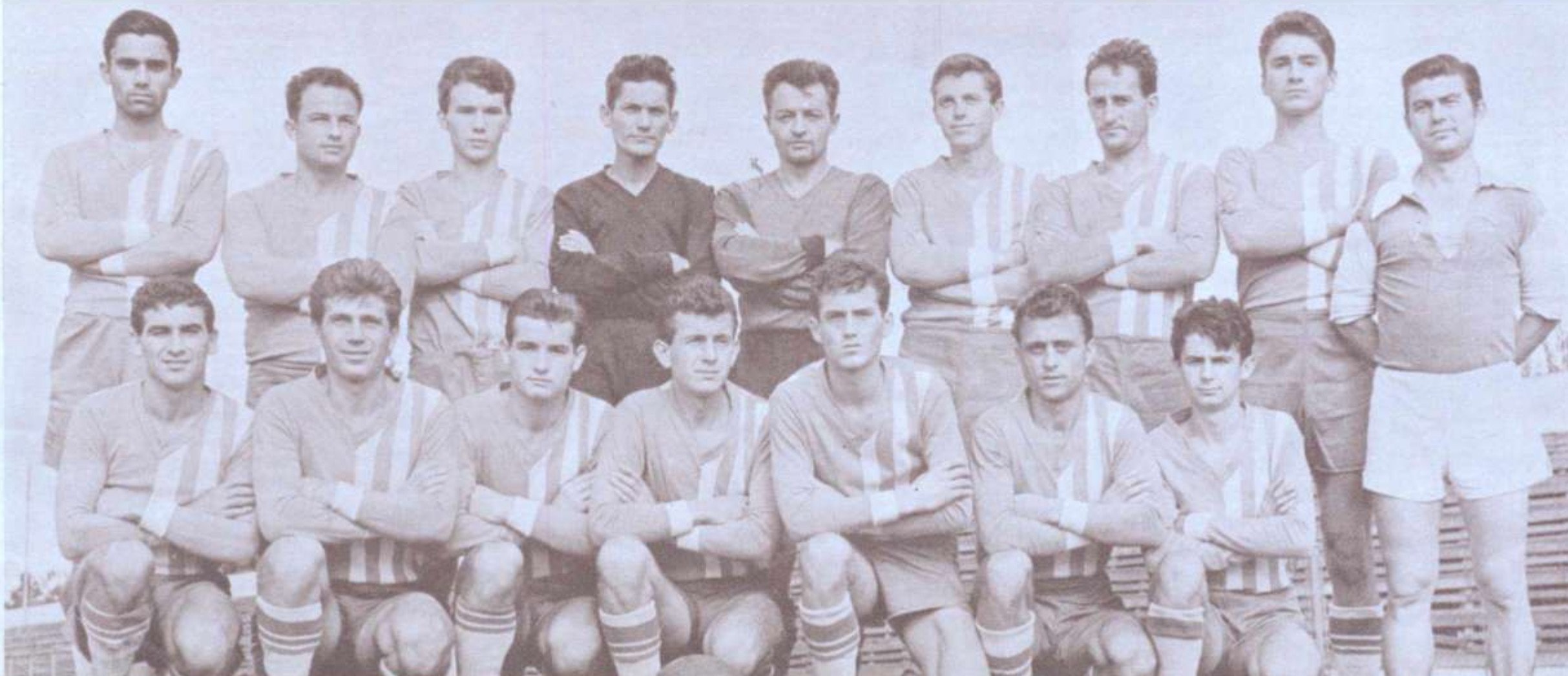
Echipa din sezonul 1966-1967

CFR Arad a fost înființat în 1921, iar un an mai târziu s-a unit cu Gloria Arad, club fondat în 1913, care, sub denumirea de Gloria CFR Arad, a obținut cea mai bună performanță a sa, calificându-se în finala sezonului 1929–30 al Campionatului Național de Fotbal. Totuși, în 1934, după doisprezece ani, s-au despărțit în Gloria Arad și CFR Arad. În urma separării, CFR a revenit în campionatele regionale, în timp ce Gloria Arad a cunoscut perioada sa de vârf în primul eșalon al fotbalului românesc.
La finalul sezonului 1939–40, CFR Arad a obținut promovarea în Divizia B. Sub denumirea Crișana CFR Arad, a evoluat în Seria I a Diviziei B în sezonul 1940–41, terminând pe locul 8 și ajungând în sferturile Cupei României, unde a fost eliminată de Venus București cu scorul de 0–3. Activitatea fotbalistică a fost suspendată pe durata celui de-al Doilea Război Mondial. După reluarea competițiilor, CFR Arad a fost repartizată din nou în Divizia B, terminând pe locul 6 în Seria I în sezonul 1946–47, pe locul 5 în Seria a III-a în 1947–48 și pe locul 7 în Seria a II-a în 1948–49.

## Palmares
Divizia C
- Campioană (1): 1964–65
- Vicecampioană (1): 1981–82

Liga a IV-a Arad
- Campioană (2): 1985–86, 1989–90
- Vicecampioană (2): 1986–87, 1988–89

Campionatul Regional Banat
- Campioană (1):  1960–61